# دهستان یوهوی
دهستان یوهوی (به لاتین: Jõhvi Parish) یک دهستان در استونی است که در شهرستان ایدا-ویرو واقع شده‌است. پریش یووی ۱۲۴ کیلومتر مربع مساحت و ۱۲٬۰۱۳ نفر جمعیت دارد.

## خواهرخوانده
شهرهای شین (نروژ) و لویما خواهرخوانده‌های پریش یووی هستند.